# Типичные сосняки и сфагновое болото Теряевского лесничества
Типичные сосняки и сфагновое болото Теряевского лесничества — государственный природный заказник (биологический (ботанический)) регионального (областного) значения Московской области, целью которого является сохранение ненарушенных природных комплексов, их компонентов в естественном состоянии; восстановление естественного состояния нарушенных природных комплексов, поддержание экологического баланса. Заказник предназначен для:
- сохранения и восстановления природных комплексов;
- сохранения местообитаний редких видов растений, лишайников и животных;
- ведения мониторинга видов растений и лишайников, занесенных в Красную книгу Московской области.

Заказник основан в 1987 году. Местонахождение: Московская область, Волоколамский городской округ, сельское поселение Теряевское, в 0,7 км к западу от деревни Кузьминское. Площадь заказника составляет 594,60 га. В заказник входят кварталы 3, 4, 7, 8, 11, 12 Теряевского участкового лесничества Волоколамского лесничества.

## Описание
Территория заказника располагается на границе западного и восточного физико-географических районов Верхневолжской физико-географической провинции в зоне распространения плоских и слабоволнистых замедленно дренированных водно-ледниковых равнин. Кровля дочетвертичного фундамента местности представлена верхнеюрскими глинами. Коренные отложения перекрываются толщей четвертичных отложений Верхневолжской зандрово-аллювиальной равнины, сложенной водно-ледниковыми отложениями большой мощности, с отдельными невысокими моренными холмами и грядами. Абсолютные высоты заказника изменяются от 139 м над у.м. до 144 м над уровнем моря.
Территория заказника представляет собой фрагмент слабоволнистой водно-ледниковой равнины на левобережье реки Малой Сестры. Перепады абсолютных высот в границах территории незначительны (до 5 м). Для участка характерно чередование более сухих микроповышений и переувлажненных микропонижений по типу западин. Поверхности водно-ледниковой равнины сложены водно-ледниковыми песками и супесями, иногда с прослоями суглинков, подстилаемыми моренными отложениями и местами перекрытыми слоем торфа. По понижениям пологонаклонной поверхности равнины сформировался кочкарно-западинный микрорельеф.
Гидрологический сток северной и восточной частей территории направлен в реку Малую Сестру, правый приток Ламы (бассейн реки Волги). На западе территории образована серия мелиоративных водотоков, по которым сток направлен в реку Сестру, приток Большой Сестры, впадающей в реку Ламу. Дренажные канавы характеризуются субширотным заложением параллельно друг другу с востока на запад. В северной части территории сформировалось верховое болото формы, близкой к округлой. Диаметр болотной котловины достигает 600 м.
Почвенный покров на территории заказника представлен преимущественно дерново-подзолами и дерново-подзолами глеевыми на песчано-супесчаных отложениях, а также торфяно-подзолами глеевыми в переувлажненных западинах. На болоте образовались торфяные олиготрофные почвы.

### Флора и растительность
Главным объектом охраны в заказнике являются старовозрастные таёжные сосновые и сосново-еловые леса с елью во втором ярусе, преимущественно кустарничково-зеленомошные, а также почти чистые сосняки с единичным участием ели и березы. Ранее территория подвергалась гидромелиорации, чем отчасти объясняется наблюдающаяся необычно высокая мозаичность сухих и заболоченных участков.
Наиболее характерны старовозрастные сосновые леса нескольких типов. Диаметры стволов сосен составляют 40—50 см, местами до 60—70 см.
Преобладают сосновые, сосновые с березой, сосновые с березой и елью леса зеленомошной группы: черничные, черничные с орляком, черничные с вейником и орляком, черничные с брусникой и багульником, орляковые с вейником и черникой, орляковые с вейником и брусникой. Встречаются сосняки вересковые, сосняки вейниковые с черникой. Ель в этих лесах участвует во втором ярусе и подросте. В подросте также повсеместно встречаются сосна, береза, рябина. Кустарниковый ярус не выражен. Единично встречается крушина ломкая, местами — малина. В травяно-кустарничковом ярусе доминируют черника, вейник тростниковидный, орляк обыкновенный, обычны брусника, вереск, марьянник луговой. Местами растут ландыш майский, майник двулистный, ожика волосистая, вероника лекарственная, седмичник европейский, костяника, земляника лесная, золотарник обыкновенный, кислица обыкновенная, щитовник картузианский (игольчатый). В сосняке с елью черничном с орляком зеленомошном отмечена гудайера ползучая (занесена в Красную книгу Московской области).
На повышениях микрорельефа в разреженных сосняках обильны олиготрофные виды: брусника, вереск и лишайники из рода кладония и цетрария. Встречаются плауны: годичный и булавовидный (редкий и уязвимый вид, не включенный в Красную книгу Московской области, но нуждающийся на территории области в постоянном контроле и наблюдении), а также ландыш майский, марьянник луговой, зимолюбка зонтичная (вид, занесенный в Красную книгу Московской области). По опушкам встречается колокольчик персиколистный (редкий и уязвимый вид, не включенный в Красную книгу Московской области, но нуждающийся на территории области в постоянном контроле и наблюдении).
В заболоченных понижениях эти типы леса сменяются сосняками кустарничковыми зеленомошно-долгомошно-сфагновыми с характерным кочковатым микрорельефом. Диаметры сосен — 20-30 см. В редком подросте участвуют береза и ель, а в кустарниковом ярусе встречаются крушина ломкая и ива пепельная. В травяно-кустарничковом ярусе преобладают кустарнички: багульник болотный, голубика, болотный мирт, черника и брусника (на кочках). Пушица влагалищная встречается единично. Характерен сплошной моховой покров. На кочках присутствуют зеленые и долгие мхи, в понижениях — сфагновые.
Среди долгомошно-сфагновых лесов сохранились сравнительно небольшие участки верховых болот с багульником, миртом болотным, голубикой, росянкой круглолистной и клюквой болотной.
Встречаются переходные типы сосняков: черничные с брусникой зеленомошные, черничные с багульником, голубикой и пятнами долгих мхов по западинам; кустарничковые моховые (зеленомошные с пятнами политрихума и сфагнума). В последнем доминируют черника и брусника, а голубика и багульник встречаются по западинам (единично и группами). Присутствуют вереск, вейник тростниковидный, марьянник.
На сухих ветках елей и берез нередко встречаются эпифитные лишайники родов эверния, платизмация сизая, реже — гипогимния трубчатая, уснеи жестковолосатая, густобородая (нитчатая) и оголяющаяся (все четыре вида занесены в Красную книгу Московской области).

### Фауна
Животный мир заказника, с учётом окружающей его территории Кузьминского комплексного заказника, отличается хорошей сохранностью и достаточно репрезентативен для сообществ сосновых лесов северной части Московской области. В целом на территории отмечены 49 видов наземных позвоночных животных — 3 вида амфибий, 1 вид рептилий, 29 видов птиц, 16 видов млекопитающих.
Основу фаунистического комплекса заказника составляют виды хвойных лесов средней полосы России. Практическое отсутствие в населении синантропных видов свидетельствует о высокой степени сохранности и целостности природного комплекса.
В границах заказника можно выделить лишь один зоокомплекс: зооформацию хвойных лесов, представленных высокоствольными сосняками, преимущественно с участием ели во втором ярусе и подросте. Такие насаждения представляют прекрасные кормовые и защитные условия для большого комплекса хвойнолюбивых видов, как европейского, так и сибирского происхождения — европейский крот, обыкновенная белка, рыжая полевка, лесная куница, глухарь (токовище в квартале 4 Теряевского участкового лесничества) — редкий и уязвимый вид, не включенный в Красную книгу Московской области, но нуждающийся на территории области в постоянном контроле и наблюдении, рябчик, желна, лесной конек, сойка, крапивник, пеночка-теньковка, пеночка-весничка, славка-черноголовка, желтоголовый королек, серая мухоловка, зарянка, певчий и чёрный дрозды, пухляк, хохлатая синица, зяблик и др. В ядро фаунистического комплекса сосновых лесов входят и широко распространенные лесные виды: обыкновенная бурозубка, канюк, тетерев (редкий и уязвимый вид, не включенный в Красную книгу Московской области, но нуждающийся на территории области в постоянном контроле и наблюдении), козодой, большой пестрый дятел, обыкновенный поползень и др. В хвойных лесах заказника обычны серая жаба и живородящая ящерица, много крупных гнезд рыжих лесных муравьев.
В пойме реки Малая Сестра на северо-восточной окраине квартала 4 Теряевского участкового лесничества обычны остромордая и прудовая лягушки, встречаются обыкновенный еж, енотовидная собака, американская норка, обыкновенный бобр, обыкновенная полевка, гоголь (редкий и уязвимый вид, не включенный в Красную книгу Московской области, но нуждающийся на территории области в постоянном контроле и наблюдении), большая синица, лазоревка, обыкновенная овсянка.
Повсеместно встречается много следов жизнедеятельности лося и кабана, европейского благородного и пятнистого оленя, лисицы, зайца-беляка. Оба вида оленей, очевидно, заходят из расположенного недалеко национального парка "Государственный комплекс «Завидово». Отмечены следы бурого медведя, занесенного в Красную книгу Московской области.
На опушках кварталов, соседствующих с населенными пунктами, встречаются сорока и серая ворона.
Здесь же по опушкам отмечены бабочки дневной павлиний глаз, углокрыльница С-белое, большая лесная перламутровка, бархатница воловий глаз — редкие и уязвимые виды, не включенные в Красную книгу Московской области, но нуждающиеся на территории области в постоянном контроле и наблюдении.

## Объекты особой охраны заказника
Охраняемые экосистемы: высокобонитетные старовозрастные таёжные сосновые и сосново-еловые с елью во втором ярусе леса кустарничково-зеленомошные с вейником и орляком, вересковые, брусничные и зеленомошно-долгомошно-сфагновые; заболоченные сосново-березовые и сосновые долгомошно-сфагновые и сфагновые леса; верховые кустарничково-сфагновые болота.
Места произрастания и обитания охраняемых в Московской области, а также иных редких и уязвимых видов растений, лишайников и животных, зафиксированных на территории заказника, перечисленных ниже.
Охраняемые в Московской области, а также иные редкие и уязвимые виды растений:
- виды, занесенные в Красную книгу Московской области, — гудайера ползучая, зимолюбка зонтичная;
- виды, являющиеся редкими и уязвимыми таксонами, не включенные в Красную книгу Московской области, но нуждающиеся на территории области в постоянном контроле и наблюдении, — плаун булавовидный, колокольчик персиколистный.

Охраняемые виды лишайников, занесенные в Красную книгу Московской области, — уснея жестковолосатая, уснея густобородая (нитчатая), уснея оголяющаяся, гипогимния трубчатая.
Охраняемые в Московской области, а также иные редкие и уязвимые виды животных:
- виды, занесенные в Красную книгу Московской области, — бурый медведь;
- виды, являющиеся редкими и уязвимыми таксонами, не включенные в Красную книгу Московской области, но нуждающиеся на территории области в постоянном контроле и наблюдении, — гоголь, глухарь, тетерев, козодой, хохлатая синица, бабочки: дневной павлиний глаз, углокрыльница С-белое, большая лесная перламутровка, бархатница воловий глаз.